# Melchiorre Cafà
Melchiorre Cafà (em Malta, conhecido por Gafa ou Gafà; Birgu, 21 de janeiro de 1636 - Roma, 4 de setembro de 1667) foi um escultor maltês, considerado um dos principais representantes do barroco romano.

## Biografia

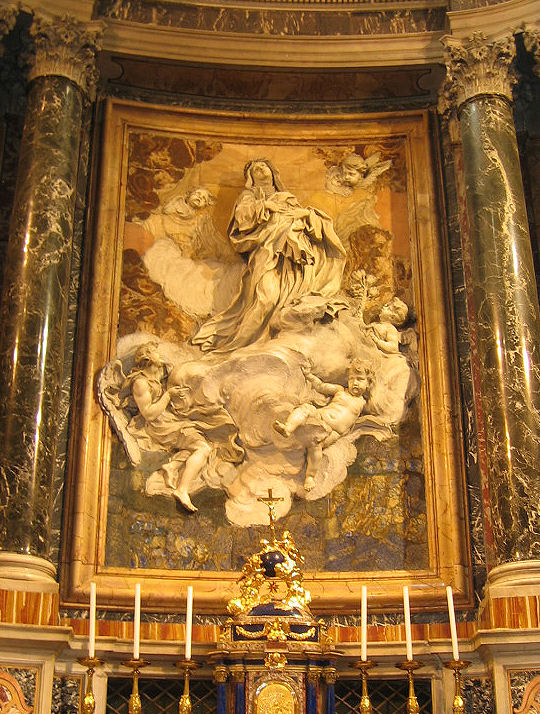
"Êxtase de Santa Catarina" (1666), na Igreja de Santa Catarina em Magnanapoli, Roma;

Nasceu em Birgu, Malta, e seu nome de batismo era Marcello. Foi ainda referido por este nome em 1653, quando trabalhou na Sicília, mas logo se tornou conhecido como Melchiorre. Depois da sua mudança para Roma em 1658, era mais frequentemente chamado de Melchior (ou Melchiorre). Seu irmão Lorenzo Gafà foi um dos principais arquitetos em Malta.
Cafà já era um talentoso escultor quando chegou em Roma e entrou na oficina de Ercole Ferrata, que não foi propriamente o seu professor, embora ele tenha ajudado a refinar sua técnica. Em 1660 realizou seu primeiro trabalho independente, Martirio di sant'Eustachio para a igreja de Sant'Agnese in Agone, encomendado pelo Príncipe Camillo Francesco Maria Pamphili.
O Papa Clemente IX o convidou a fazer uma estátua de Santa Rosa de Lima, que foi transportada para o Peru em 1670 e hoje é preservada na catedral de Santo Domingo, em Lima.
Em 1662 tornou-se membro da Academia de São Lucas, chegando a ser eleito seu diretor em 1667, mas recusou a honra. Supostamente, ele era um amigo próximo do pintor Giovanni Battista Gaulli. Cafà morreu em 4 de setembro de 1667 em um acidente durante a fundição de São Pedro, enquanto trabalhava nas decorações para o altar da Igreja de São João em Valeta. Tinha 31 anos.